# Cariblattoides guyanensis
Cariblattoides guyanensis är en kackerlacksart som beskrevs av Bonfils 1975. Cariblattoides guyanensis ingår i släktet Cariblattoides och familjen småkackerlackor. Inga underarter finns listade.